# Residência de Estudantes Khovo Lar

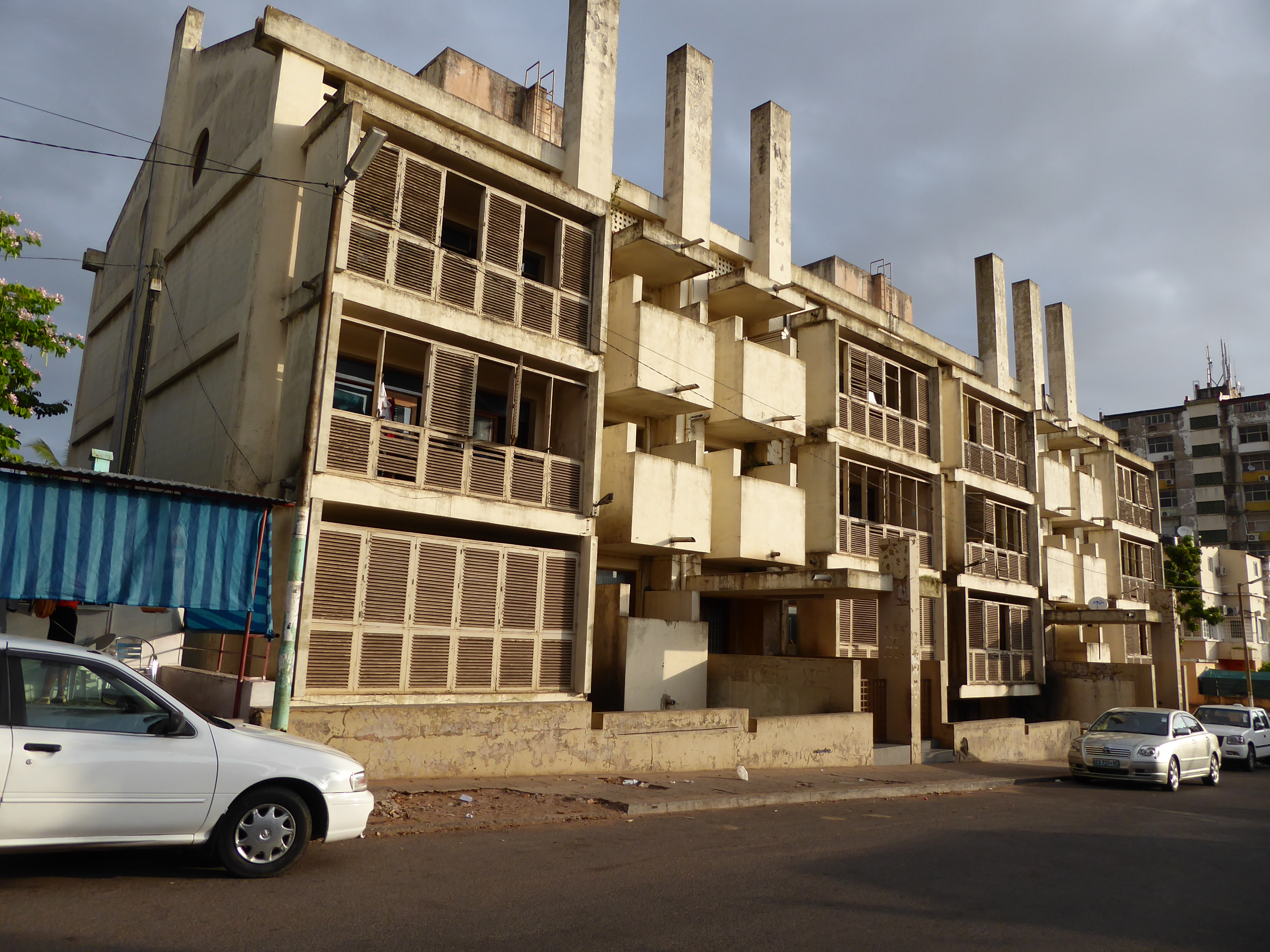
Fachada da Residência de Estudantes Khovo Lar.

A Residência de Estudantes Khovo Lar (geralmente apenas "Khovo Lar") é o nome de uma residência estudantil da Missão Suíça da Igreja Presbiteriana de Moçambique. O conjunto de dormitórios foi projetado pelo arquiteto português Pancho Guedes em 1966 e inaugurado em 1973. Situa-se na atual Rua Henri Junod, no bairro Central da capital moçambicana Maputo.